# بروس هارتفورد
بروس هارتفورد (بالإنجليزية: Bruce Hartford)‏ هو لاعب كرة قاعدة أمريكي، ولد في 14 مايو 1892 في شيكاغو في الولايات المتحدة، وتوفي في 25 مايو 1975 في لوس أنجلوس في الولايات المتحدة.

## وصلات خارجية
- بروس هارتفورد على موقعبيزبول رفرنس.كوم (الدوري الرئيسي) (الإنجليزية)